# Franco francocamerunés
El franco francocamerunés era la moneda de Camerún en su época colonial. Se subdividía en 100 céntimos.

## Historia
Tras la ocupación de Camerún oriental por las fuerzas francesas, el franco francés se introdujo sustituyendo al marco alemán. En 1922 aumentó su emisión gracias a la impresión de papel moneda y monedas en 1924. En 1958, las monedas del África Ecuatorial Francesa, fueron acuñadas con el nombre de "Camerún". Desde entonces, el franco CFA circuló con normalidad.

## Monedas
En 1924, se acuñaron en bronce de aluminio monedas de 50 céntimos, 1 y 2 francos hasta 1926. Estas fueron las únicas monedas emitidas hasta 1943, cuando bajo el dominio de la Francia Libre se acuñaron monedas de 50 céntimos y 1 franco en bronce. En 1948 se acuñaron en aluminio monedas de 1 y 2 francos.

## Billetes
En 1922, billetes de 50 céntimos y 1 franco fueron emitidos por el gobierno. Estos fueron los únicos billetes emitidos específicamente para el franco francocamerunés.
En 1961, el Banco Central emitió billetes en denominaciones de 1000 y 5000 francos, seguido en 1962 por denominaciones de 100, 500 y 10 000 francos. Desde 1974, el Banco de los Estados de África Central ha publicado papel moneda en el nombre de Camerún.